# Hărsovo, Razgrad
Hărsovo (în bulgară Хърсово) este un sat în comuna Samuil, regiunea Razgrad,  Bulgaria. 

## Demografie
Componența etnică a satului Hărsovo
     Turci (32,32%)
     Bulgari (49,35%)
     Nicio identificare (11,63%)
     Altele (6,68%)
La recensământul din 2011, populația satului Hărsovo era de 464 locuitori. Nu există o etnie majoritară, locuitorii fiind bulgari (49,35%) și turci (32,32%). Pentru 11,63% din locuitori nu este cunoscută apartenența etnică.